# Rektaluntersuchung
Bei der Rektaluntersuchung (auch rektale Untersuchung, digital-rektale Untersuchung oder rektale Exploration) wird der Enddarm (Rektum) und benachbarte Strukturen des Beckens von einem Arzt untersucht.
In der Humanmedizin wird die rektale Untersuchung mit dem Finger (digital) durchgeführt. Beurteilt werden u. a. der Tonus des Schließmuskels,  die Schleimhaut des Enddarms, bei der Frau Uterus und Adnexen und beim Mann die Prostata sowie Aussehen und Konsistenz des Stuhles am Handschuh. 
In der Tiermedizin führt  der Tierarzt vorsichtig seine behandschuhte, mit Gleitmittel bestrichene Hand in den Enddarm eines entsprechend großen Tieres (Rind, Pferd) ein, um den Enddarm und hinteren Bauchbereich zu untersuchen. Von einer Rektaluntersuchung spricht man auch dann, wenn nur ein oder mehrere Finger eingeführt werden, um den Enddarm oder Beckenorgane wie die Prostata zu untersuchen. Untersucht wird zunächst die Schleimhaut des Enddarms und, soweit erreichbar, Gedärme, Milz, Nieren, Gefäße, Beckenknochen und Urogenitaltrakt. Bei Großtieren hat die rektale Untersuchung besondere Bedeutung im Bereich der Gynäkologie; sie ist beispielsweise notwendig zur Zyklusdiagnostik oder bei der Trächtigkeitsuntersuchung von Kühen oder Stuten (manuell oder sonografisch).